# Царство
Царство је израз који у свом ужем, односно дословном смислу означава сваку државу, односно монархију на чијем се челу налази шеф државе с титулом цара или царице. Понекад се за такав тип државе користи и израз царевина. У том смислу једини пример царства у савременом свету представља Јапан.

## Дефиниција
Царство је држава са политичко-војном доминацијом над становништвом које се културно и етнички разликује од владајуће елите и њене културе - за разлику од федерације, која је састављена од аутономних држава и људи.
У свом ширем и чешће коришћеном значењу израз царство подразумева државу разних облика сложености која се састоји од релативно великог броја у етничком, религијском, језичном, културном и/или политичком смислу хетерогених територијалних целина које су у већој или мањој мери подређене централној, односно „матичној“ власти оличеној у облику монарха или олигархијске групе, обично везане уз одређену „матичну“ целину (владајућа/доминирајућа породица, град или етничка група). Све те територије са својим материјалним и људским ресурсима царства чине потенцијално политички, економски, војно или културно утицајнијим од „нормалних“ држава, па се понекад израз царство колоквијално користи за све натпросечно снажне државе. Израз царство у ширем смислу подразумева и државе које су по својем политичком уређењу републике, за шта су у историји постојали примери Атине, Римске републике или, у нешто новије, колонијалних поседа Треће француске републике за које се користио службени назив Царство (фр. Empire). Понекад се, у настојању да се избегну недоумице, у ту сврху користи израз империја, који потиче од латинског израза imperium.
Царства се, зависно од степена и методама очувања политичког јединства, деле на територијална царства, која се састоје од мањих целина непосредно подређеној централној власти, односно представљају унитарне државе, те на хегемонијска царства, која могу исто тако садржавати територијалне целине с одређеном политичком аутономијом (протекторати и сателитске државе).
Израз царство се понекад сликовито користи и изван политике како би се описали ентитети који се одликују натпросечно великим ресурсима и снагом, па се тако говори о пословним царствима или злочиначким царствима.